# Procesindustrie
Procesindustrie is de vervaardiging op industriële schaal van producten, waarbij gebruik wordt gemaakt van chemische, biochemische, mechanische en/of fysische processen. Van belang hierbij is dat de fysische en chemische eigenschappen van het product worden veranderd. Procesindustrie staat tegenover de discrete productie waarbij ook eigenschappen als de vorm van het product worden gewijzigd. 
Procesmatige productie kan globaal in twee categorieën ingedeeld worden:
- continu-processen, waarbij de grondstoffen in een continue stroom de fabriek binnengaan en de producten er in een continue stroom uitkomen, denk bijvoorbeeld aan de raffinage van aardolie door middel van destillatie
- batchprocessen, waarbij het product in afzonderlijke partijen gefabriceerd wordt. Een voorbeeld hiervan is het bereiden van brooddeeg in een industriële bakkerij

Continue productie is vaak eenvoudiger te regelen dan batchgewijze productie en leent zich sterk voor automatisering. De -soms vele- processtappen die bij de productie nodig zijn kunnen bij continue productie direct na elkaar worden uitgevoerd en door terugkoppeling kan de productie dan beter worden beheerst. Ook biedt de continue productie vaak voordelen op het terrein van veiligheid en milieubelasting.
In de procesindustrie wordt gebruikgemaakt van technieken behorende tot de procesbeheersing:
- procesregeling meet- en regeltechniek.
- procesbesturing
- procesbewaking (alarmeren en beveiligen)

In de procesindustrie kunnen een beperkt aantal (circa 50) eenheidsbewerkingen worden gedefinieerd, zoals drogen, destilleren en mengen. Bij elk van deze eenheidsbewerkingen is een veelheid aan technieken mogelijk, onder meer afhankelijk van het type product dat de bewerking ondergaat. Zo kan drogen geschieden door gebruik van een centrifuge, door bestraling met ultraviolet licht, enzovoort. 
In de procesindustrie maakt men grofweg het volgende onderscheid in de stofstromen die noodzakelijk zijn voor de productie van goederen:
- grondstoffen - deze stoffen worden bewerkt tot product
- hulpstoffen - deze stoffen zijn noodzakelijk voor het met succes kunnen uitvoeren van bewerkingen (stoom, koelwater, elektriciteit) maar komen in het product zelf niet voor
- reststoffen - stoffen die onbedoeld ontstaan en geen, of een negatieve, economische waarde hebben
- bijproducten - stoffen die onbedoeld ontstaan maar wel een restwaarde hebben
- tussenproducten - stoffen die gedurende het proces ontstaan maar tijdelijk opgeslagen worden om daarna verder bewerkt te worden in datzelfde proces
- halffabricaten - voorlopige eindproducten die later verder verwerkt worden door meestal een ander bedrijf, bijvoorbeeld plastic korrels waar men elders een voorwerp van maakt.

Procesmatige productie komt vooral voor in de chemische industrie, de voedingsmiddelenindustrie en de metallurgie. Vaak zijn er mengvormen met de discrete productie, bijvoorbeeld als het eindproduct in discrete hoeveelheden wordt afgeleverd (rollen staal of papier, verpakte producten en dergelijke).
Onder procesindustrieën vallen onder andere:
- Aardgaswinning
- Chemie, waaronder
  - Kunstmest
  - Kunststoffen en plastics
- Farmaceutische industrie
- Hoogovens
- Oleochemie
- Olieraffinage en petrochemie
- Papierfabricage
- Verfindustrie
- Voedingsmiddelenindustrie
- Waterzuivering